# アンドレシート
アンドレシート（Andresito）ことアンドレス・アルカンタラ・プリエト（Andrés Alcántara Prieto、1991年3月24日 - ）は、スペイン・アンダルシア州コルドバ県コルドバ出身のフットサル選手。ポジションはアラ。名古屋オーシャンズ所属。スペイン代表。

## 経歴
1991年にアンダルシア州コルドバ県コルドバに生まれた。
2016年のUEFAフットサル選手権にはスペイン代表の背番号10として出場し、決勝でロシア代表を破って優勝した。自身はグループリーグのハンガリー戦で1得点を挙げている。
2016年にはエルポソ・ムルシアFSに移籍した。2016年にはスーペルコパ・デ・エスパーニャで優勝し、2016-17シーズンにはコパ・デル・レイで優勝した。在籍した2シーズンでチーム最多得点者となり、2019-20シーズンはチーム2番目の得点を記録した。
2020年にはFSカルタヘナに移籍した。2021-22シーズンには18試合に出場して12得点を挙げた。
2022年7月、日本フットサルリーグの名古屋オーシャンズに移籍した。名古屋オーシャンズにとってはダルランに次ぐ新外国人選手であり、やはり左利きである。

## 所属クラブ
- 2006-2007  アデコル・グルポ・ピナル
- 2007-2009   アクアシエラ・エレフリオ
- 2009-2010  FSカルタヘナ（英語版）
- 2010-2016  リベラ・ナバーラFS
- 2016-2020  エルポソ・ムルシアFS
- 2020-2022  FSカルタヘナ（英語版）
- 2022-  名古屋オーシャンズ

## 代表歴
スペイン代表
- UEFAフットサル選手権 2016

## タイトル
エルポソ・ムルシアFS
- スーペルコパ・デ・エスパーニャ : 2016
- コパ・デル・レイ : 2016-17

 スペイン代表
- UEFAフットサル選手権 : 2016